# 山内にんじん

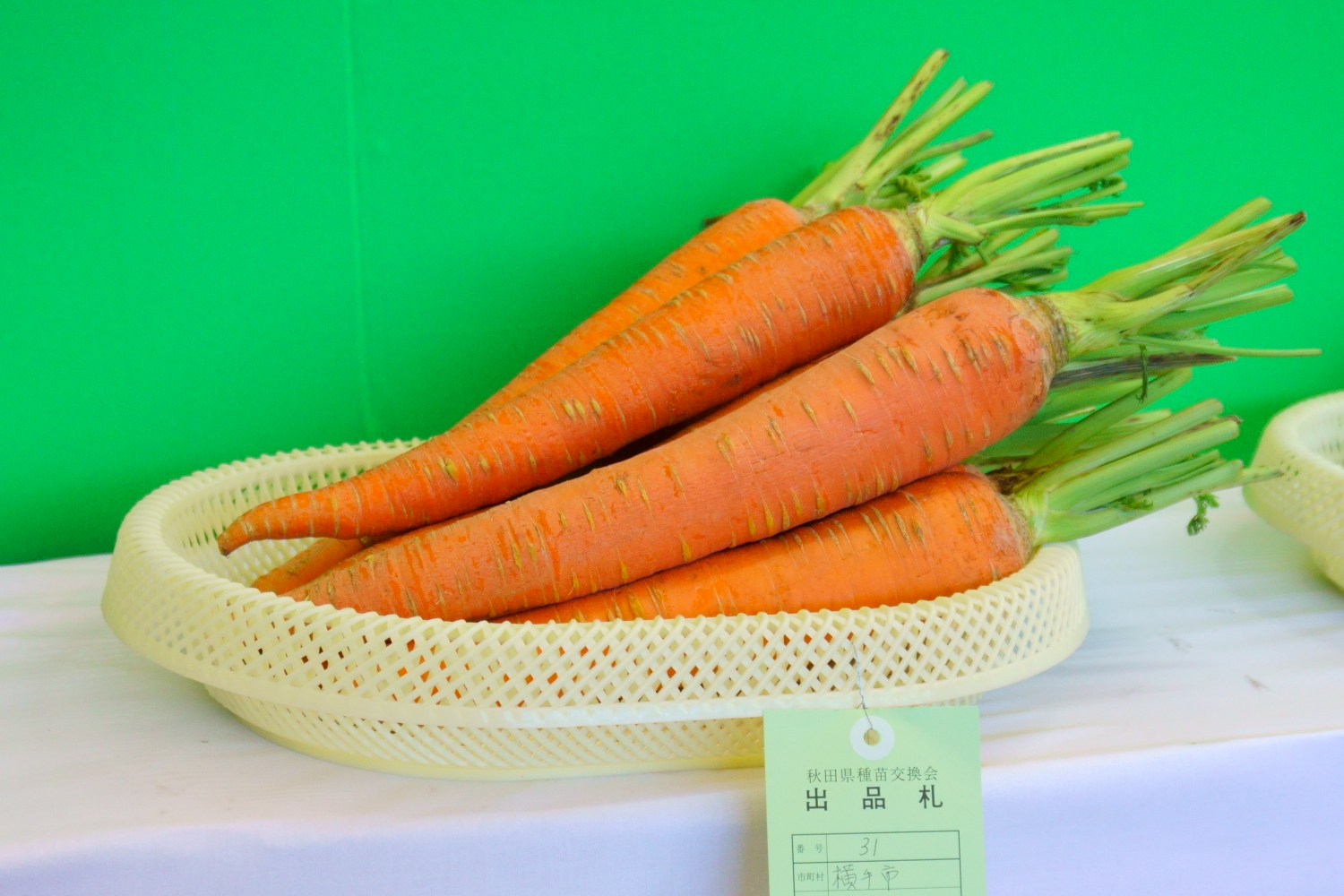
山内にんじん

山内にんじん（さんないにんじん）とは、秋田県横手市山内地域で生産地とする特産品のにんじんである。

## 概要
「山内にんじん」は横手市山内（旧：平鹿郡山内村）で栽培されている。
品種は在来種「札幌太」からの成長の良い物のみを選抜し、育種した。
栽培方法は一般の品種と変わらず、6月下旬には種を蒔き、11月か12月に収穫、流通する。また、雪国ならではの雪むろを利用し、貯蔵したものが正月明けから翌年の5月ごろまで店頭に出回る。

## 特徴
直径が8 - 10cm、長さ30 - 50cmと太くて長い。
普通のにんじんに比べて、香りが強くて、固めの肉質で歯ごたえがあり、甘みも強いのが特徴。煮物・鍋物用や秋田県伝統の保存食である「いぶり漬け」などとして流通している。

## 歴史
昭和20年代に横手市山内地域で広く栽培された。1950年（昭和25年）には山内人参採種組合が結成され、優良種子の生産・普及に取り組んでいた。しかし、生産・出荷作業に容易な短根種が一般的になると、山内地域でも短根種に切り替えられ、消費者嗜好の変化もあって、「山内にんじん」の栽培は途絶えた。
2005年（平成17年）、横手市山内地域局では『山内にんじんを復活させ、地域の特産品にする』という取り組みを進めることとなり、わずかに残っていた種子を増やす。2007年（平成19年）になると15戸、約40aまで栽培を拡大した。